# Церква Евтаназії
Церква Евтаназії (англ. Church of Euthanasia) — політична організація, заснована Крісом Корда в місті Бостоні штату Массачусетс у США.

## Опис
За заявою Кріса Корди, уві сні йому з'явився дух Землі, який повідомив, що є небезпека для всього живого через перенаселення людей, і потрібно рятувати екосистему. За словами Кріс, після цього він заснував Церкву, головним гаслом якої стало «Убий себе, врятуй планету!» (англ. «Save the Planet, Kill Yourself»).
На сайті Церкви заявлено, що Церква Евтаназії є некомерційною просвітницькою організацією, головна мета якої — відновлення балансу між людиною і іншими видами тварин, що населяють Землю. Церква Евтаназії використовує проповіді, музику, театралізовані мітинги і акції прямої дії. Як правило, всі ці заходи витримані в стилістиці чорного гумору і підкреслюють проблему перенаселеності Землі. Також Церква Евтаназії отримала погану славу через конфлікти з християнським противоабортним рухом у США.
Інструкція про методи самогубства була видалена з сайту Церкви в 2003 році, після того, як було доведено, що 52-річна жінка наклала на себе руки, використавши цю інструкцію.

## Ідеологія
На сайті Церкви викладена її головна заповідь: «Ти не повинен породжувати» (англ. «Thou shalt not procreate»). Далі декларуються чотири основоположні ідеї Церкви: суїцид, аборти, канібалізм (обмежений споживанням мертвих людських тіл) і содомія (будь-які види сексу, не пов'язані з продовженням роду). Один з головних гасел Церкви — «Врятуй планету, вбий себе» (англ. «Save the Planet, Kill Yourself»). Представники Церкви підкреслюють, що вони виступають виключно за добровільні методи скорочення чисельності населення Землі, а недобровільні методи, такі як вбивство і примусова стерилізація ними засуджуються, але лише тому, що через це можуть виникнути проблеми з законом.